# Prométhée (volcan)
Pour les articles homonymes, voir Prométhée (homonymie).
Le Prométhée est un volcan actif d'Io, un des satellites galiléens (principaux satellites naturels de Jupiter). Ce volcan est localisé dans l'hémisphère opposé à Jupiter, par 1,52° S et 153,94° W. Le Prométhée se compose d'une fosse volcanique appelée patera (voir volcanisme sur Io) de 28 km de large, nommée Prometheus Patera, et d'une coulée de lave d'une centaine de kilomètres de long, le tout entouré d'un cercle brillant de soufre rouge, dépôt d'un panache volcanique de dioxyde de soufre. Ce volcan fut observé pour la première fois par la sonde voyager 1 qui en transmit les premières images en mars 1979. Plus tard dans l'année, l'union astronomique internationale nomma cette formation d'après le nom du dieu grec du feu, Prométhée.

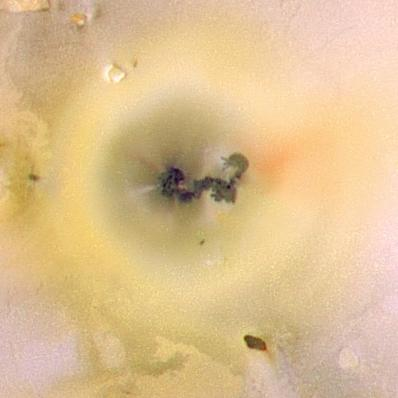
Image en fausse couleur du Prométhée obtenue le 3 juillet 1999 par Galileo.

Le Prométhée est le site d'une éruption volcanique en cours depuis au moins le premier passage de Voyager 1 en 1979. Entre les visites des sondes Voyager et les premières observations de la sonde Galileo, un champ d'écoulement de 6 700 km2 s'est mis en place. Plus tard les observations de Galileo ont montré que ce champ d'écoulement est parsemé de nombreux petits site d'éruption, en particulier à son extrémité occidentale.
Le Prométhée est la source de deux panaches volcaniques : un petit panache riche en soufre dont l'évent à l'extrémité orientale du champ d'écoulement mesure entre 75 et 100 km de haut, et un grand panache de dioxyde de soufre riche en poussières produit par les coulées de lave qui recouvre le champ d'écoulement. D'anciennes traces d'un dépôt rouge subsistent à l'est du champ d'écoulement de Prométhée. Le panache de dioxyde de soufre est généré lorsque la lave issue du magma à l'extrémité occidentale du champ d'écoulement entre au contact avec le dioxyde de soufre gelé qui s'est déposé à la surface de l'astre. Le dioxyde de soufre est alors vaporisé, ce qui se traduit par de multiples poussées de gaz et de poussières qui composent le panache de poussières visible. Les panaches de Prométhée ont été observés par les sondes Voyager 1, Voyager 2, Galileo et New Horizons.